# Ильин, Илья Александрович
Илья́ Алекса́ндрович Ильи́н (род. 24 мая 1988 года, Кызылорда, Казахская ССР) — казахстанский тяжелоатлет, четырёхкратный чемпион мира в трёх разных весовых категориях (2005 — до 85 кг, 2006 и 2011 — до 94 кг, 2014 — до 105 кг), двукратный чемпион мира среди юниоров (2005 — до 85 кг, 2006 — до 94 кг), двукратный чемпион Азиатских игр в весовой категории до 94 кг (2006 и 2010). Обладатель четырёх мировых рекордов в двух весовых категориях (-94 кг; −105кг). В 2008 и 2012 годах выигрывал золото на Олимпийских играх, но затем был лишён наград за применение допинга. Четырежды признавался лучшим тяжелоатлетом года в мире (2005, 2006, 2014, 2015). Заслуженный мастер спорта Республики Казахстан. За успешные выступления на Олимпийских играх награждён тремя государственными наградами, в том числе орденом «Курмет».
Один из его первых тренеров - Вилорий Викторович Пак .

## Спортивные достижения
- 2001 год, декабрь — специальный приз, как самому юному участнику (13 лет) на чемпионате Казахстана по тяжёлой атлетике (Семипалатинск).
- 2005 год, май — в 17 лет впервые стал чемпионом мира среди юниоров в категории 85 кг в южнокорейском Пусане с результатом 374 кг в сумме (рывок 168 кг + толчок 206 кг).
- 2005 год, ноябрь — впервые чемпион мира в категории 85 кг в столице Катара Дохе с результатом 386 кг (170 + 216). Мировой рекорд в толчке и сумме, самый молодой участник первенства Ильин признан лучшим штангистом чемпионата. Стал вторым в Казахстане чемпионом мира по тяжёлой атлетике после пятикратного победителя мировых первенств и олимпийского чемпиона 1988 года Анатолия Храпатого.
- 2006 год, май — снова чемпион мира среди юниоров в новой категории 94 кг с результатом 401 кг (176 + 225) (Ханчжоу, Китай).
- 2006 год, сентябрь — вторично чемпион мира в категории 94 кг с результатом 392 кг (175 + 217) (Санто-Доминго, Доминиканская республика), оказался легче поляка Колецкого и россиянина Константинова, показавших ту же сумму.
- 2006 год, декабрь — выигрывает Азиатские игры в категории до 94 кг в Дохе, Катар c результатом 401 кг (175 + 226).
- В конце 2009 года Ильин приступает к тренировкам и в 2010 году вновь выходит на помост и выигрывает чемпионат Казахстана.
- 2010 год, ноябрь — вторично чемпион Азиатских игр (Гуанчжоу, Китай) с результатом 394 кг (175 + 219).
- В 2011 год Илья Ильин в очередной раз выигрывает чемпионат Казахстана.
- 2011 год ноябрь — на чемпионате мира в Париже становится трёхкратным чемпионом мира с суммой 407 кг (181 + 226).
- В июне 2012 года — на чемпионате Казахстана в Талдыкоргане победил с суммой 410 кг (180 + 230).
- 2014 год — на чемпионате мира в 2014 году в Алма-Ате Илья Ильин, выступая в новой для себя категории до 105 кг, в упорной борьбе становится чемпионом мира уже в четвёртый раз с суммой двоеборья 432 кг (190+242), обойдя тяжелоатлета из Узбекистана Руслана Нурудинова за счёт меньшего личного веса и установив новый мировой рекорд в толчке 242 кг.
- В ноябре 2016 года - получил степень доктора наук (PhD) по специальности "Физкультура и спорт" после завершения докторантуры Казахской академии спорта и туризма на кафедре "Теоретических основ физической культуры и спорта". Годом ранее он защитил докторскую диссертацию по теме "Научно-методическое обоснование подготовки высококвалифицированных тяжелоатлетов"[3].
- В мае 2020 года — объявил о завершении карьеры в олимпийском спорте[4].
- В мае 2020 года — Приказом руководителя управления физической культуры и спорта Кызылординской области назначен директором спортивного комплекса "Муз айдыны" в городе Кызылорда[5].
- Осенью 2022 года - запустил Онлайн Академию Ильи Ильина по тяжелой атлетике для профессионалов и любителей по своей авторской программе тренировок.
- В декабре 2022 года - провел первый турнир по силовым видам спорта Ilyin Iron Cup в г. Астана[6], где впервые представил свой авторский формат проведения тяжелоатлетических соревнований с некоторыми элементами и правилами, позаимствованными из турниров по боям без правил UFC.

## Допинговый скандал
15 июня 2016 года решением Международной федерации тяжёлой атлетики Ильин был временно отстранён от занятий спортивной деятельностью в связи с неблагоприятными результатами допинг-проб, взятых у спортсмена на Олимпийских играх в Лондоне. В пробе были найдены анаболические стероидные препараты — станозолол и дегидрохлорметилтестостерон. 18 июня Международная федерация тяжёлой атлетики сообщила, что допинг-проба Ильина с Олимпиады в Пекине тоже оказалась положительной: был найден анаболический стероидный препарат станозолол.
Вследствие этого Ильин был не допущен на Игры в Рио-де-Жанейро. Он пытался подать апелляцию на решение Международной федерации тяжёлой атлетики, однако 5 июля 2016 года Министр культуры и спорта РК Арыстанбек Мухамедиулы официально заявил, что Илья Ильин, Светлана Подобедова, Майя Манеза и Зульфия Чиншанло пропустят Олимпиаду в Рио-де-Жанейро. В ноябре 2016 года решением дисциплинарной комиссии МОК по результатам дополнительного исследования допинг-проб Илья Ильин был окончательно лишён золотых медалей летних Олимпийских игр 2008 года в Пекине и Игр 2012 года в Лондоне.

## Основные результаты
| Год                          | Место проведения                        | Вес              | Рывок (кг)       | Рывок (кг)       | Рывок (кг)       | Рывок (кг)       | Толчок (кг)      | Толчок (кг)      | Толчок (кг)      | Толчок (кг)      | Сумма            | Место            |
| Год                          | Место проведения                        | Вес              | 1                | 2                | 3                | Место            | 1                | 2                | 3                | Место            | Сумма            | Место            |
| Олимпийские игры             | Олимпийские игры                        | Олимпийские игры | Олимпийские игры | Олимпийские игры | Олимпийские игры | Олимпийские игры | Олимпийские игры | Олимпийские игры | Олимпийские игры | Олимпийские игры | Олимпийские игры | Олимпийские игры |
| ---------------------------- | --------------------------------------- | ---------------- | ---------------- | ---------------- | ---------------- | ---------------- | ---------------- | ---------------- | ---------------- | ---------------- | ---------------- | ---------------- |
| 2008                         | Пекин, Китай                            | 94 кг            | 175              | 180              | --               | 4                | 223              | 223              | 226              | 1                | 406              | Золото DSQ       |
| 2012                         | Лондон, Великобритания                  | 94 кг            | 177              | 182              | 185              | 2                | 224              | 228              | 233 WR           | 1                | 418 WR           | Золото DSQ       |
| Чемпионаты мира              |                                         |                  |                  |                  |                  |                  |                  |                  |                  |                  |                  |                  |
| 2005                         | Доха, Катар                             | 85 кг            | 165              | 170              | 173              | 7                | 205              | 211              | 216              | 1                | 386              | Золото           |
| 2006                         | Санто Доминго, Доминиканская Республика | 94 кг            | 170              | 175              | 177              | 3                | 217              | 233              | 233              | 2                | 392              | Золото           |
| 2011                         | Париж, Франция                          | 94 кг            | 175              | 181              | 184              | 5                | 221              | 226              | --               | 1                | 407              | Золото           |
| 2014                         | Алма-Ата, Казахстан                     | 105 кг           | 183              | 187              | 190              | 3                | 233              | 239              | 242 WR*          | 1                | 432              | Золото           |
| Летние Азиатские игры        |                                         |                  |                  |                  |                  |                  |                  |                  |                  |                  |                  |                  |
| 2006                         | Доха, Катар                             | 94 кг            | 162              | 166              | 171              | 1                | 205              | 215              | 226              | 1                | 397              | Золото           |
| 2010                         | Гуанчжоу, Китай                         | 94 кг            | 170              | 175              | 178              | 3                | 215              | 219              | 227              | 1                | 394              | Золото           |
| Кубок Президента России      |                                         |                  |                  |                  |                  |                  |                  |                  |                  |                  |                  |                  |
| 2015                         | Грозный, Россия                         | 105 кг           | 184              | 188              | 191              | 1                | 231              | 246              | --               | 1                | 437              | Золото           |
| Чемпионат мира среди юниоров |                                         |                  |                  |                  |                  |                  |                  |                  |                  |                  |                  |                  |
| 2005                         | Пусан, Южная Корея                      | 85 кг            | 155              | 161              | 168              | 2                | 197              | 202              | 206              | 1                | 374              | Золото           |
| 2006                         | Ханчжоу, Китай                          | 94 кг            | 165              | 171              | 176              | 2                | 215              | 217              | 225              | 1                | 401              | Золото           |
| Чемпионат Азии среди юношей  |                                         |                  |                  |                  |                  |                  |                  |                  |                  |                  |                  |                  |
| 2003                         | Бали, Индонезия                         | 77 кг            | 107.5            | 112.5            | 117.5            | 1                | 140              | 150              | 165.5            | 1                | 282.5            | 1                |
| 2004                         | Чиангмай, Тайланд                       | 85 кг            | 135              | 142.5            | 147.5            | 1                | 170              | 180              | 187.5            | 1                | 335              | 1                |

## Награды
- Лучший тяжелоатлет мира 2005, 2006, 2014 и 2015 годов.[1]
- За успешные выступления награждён государственными орденами Республики Казахстан «Курмет» и «Барыс».
- За победу на Олимпиаде в Лондоне награждён государственным орденом Республики Казахстан «Отан».[14]
- Лауреат республиканской общественной премии «Народный любимец года» 2012 года[15].
- «Почётный гражданин Кызылординской области» (11.12.2008).
- Медаль «Единства народа Казахстана» (2016)[16]
- Премия «Соотечественник года-2008» — за выдающиеся спортивные достижения и большой личный вклад в пропаганду Олимпийского движения[17].

## Личная жизнь
В феврале 2009 года был госпитализирован в Алма-Ате с ножевым ранением.
Первая жена — Светлана Подобедова, развелись примерно, в 2009 году.
Вторая жена — Наталья Кулакова, гандболистка, игрок национальной сборной Казахстана по гандболу. 2012 году поженились в Алматы.Развёлся в 2017 году. Имеют дочь Милану (2009 род.)
Третья жена (с 2023 года) — Татьяна Гордиенко (род.1979).
21 февраля 2024 года у Ильи и Татьяны родилась дочь Аили.